# Svenska mästerskapen i längdskidåkning 1916

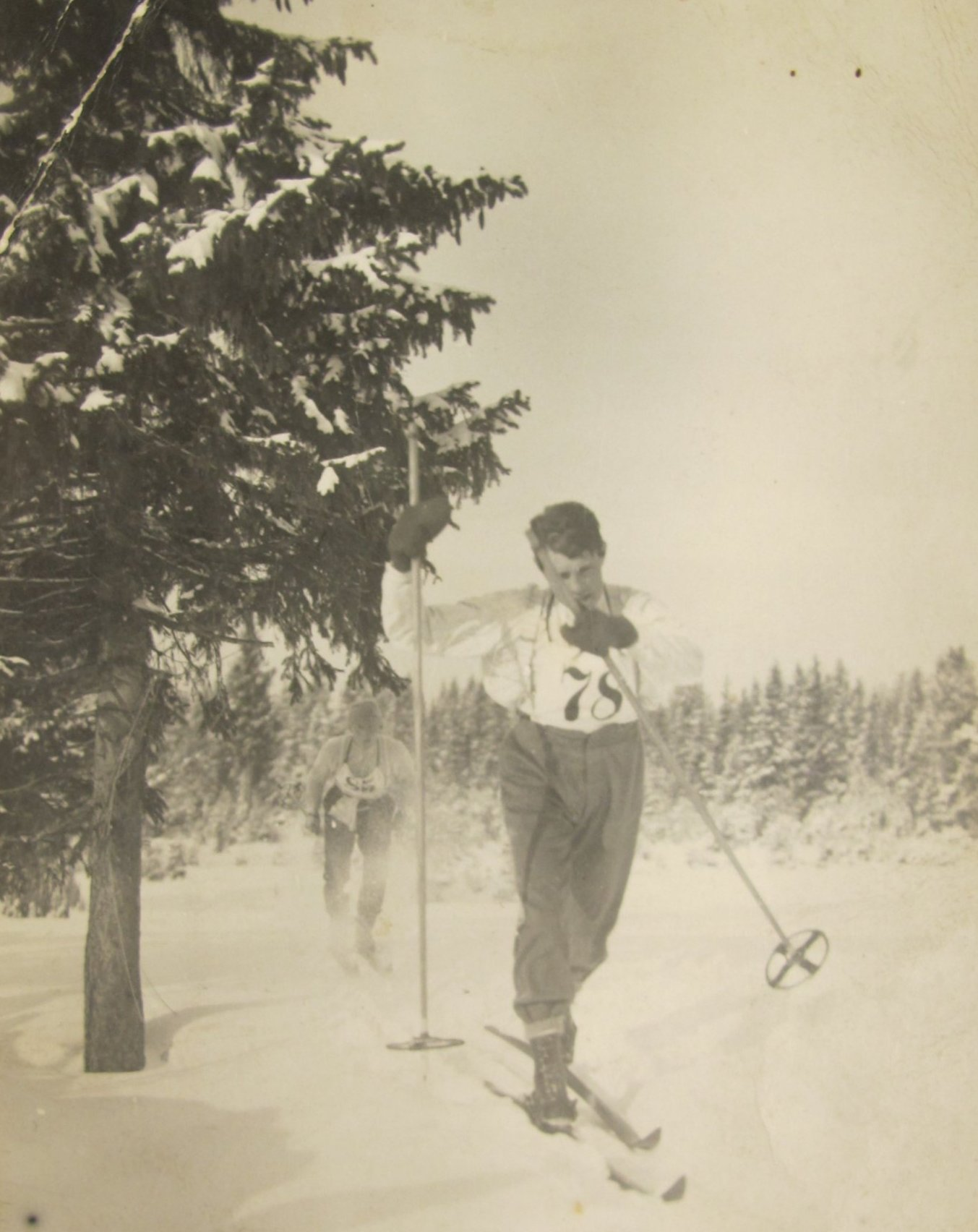
E. Vinberg (nr 78) från Östersund och Oskar Lindberg (nr 85) från Norsjö tävlar i skid-SM år 1916.

Svenska mästerskapen i längdskidåkning 1916 arrangerades i Örnsköldsvik.

## Medaljörer, resultat

### Herrar
| Gren             | Guld             | Guld          | Silver          | Silver        | Brons           | Brons         |
| 30 km            | Harald Johansson | IFK Umeå      | August Ångström | Malmberget    | Johan Sundqvist | I 23          |
| 60 km            | Edvard Persson   | Storviks IF   | Andreas Norgren | Storvik       | Johan Isaksson  | IFK Umeå      |
| Lagtävling 30 km | Ingen tävling    | Ingen tävling | Ingen tävling   | Ingen tävling | Ingen tävling   | Ingen tävling |
| Lagtävling 60 km | Ingen tävling    | Ingen tävling | Ingen tävling   | Ingen tävling | Ingen tävling   | Ingen tävling |

### Webbkällor
- Svenska Skidförbundet